# Ismaïl Ier
Pour les articles homonymes, voir Ismaïl Ier (Samanides) et Ismaïl Ier de Grenade.
Ismail Ier (persan : اسماعیل یکم), né le 14 juillet 1487 à Ardabil et mort le 23 mai 1524 à Tabriz est le fondateur et le premier chah de l'Iran Séfévide, régnant de 1501 jusqu'à sa mort en 1524. Le règne d'Ismail Ier est l'un des plus cruciaux dans l'histoire de l'Iran.
L'une de ses premières actions fut la proclamation de la confession duodécimaine de l'Islam chiite comme religion officielle de son nouvellement fondé Empire persan, marquant l'un des tournants les plus importants de l'histoire de l'Islam. 
Ismail Ier était également un poète prolifique sous le nom de plume Khaṭāʾī (arabe : خطائي).

## Origines

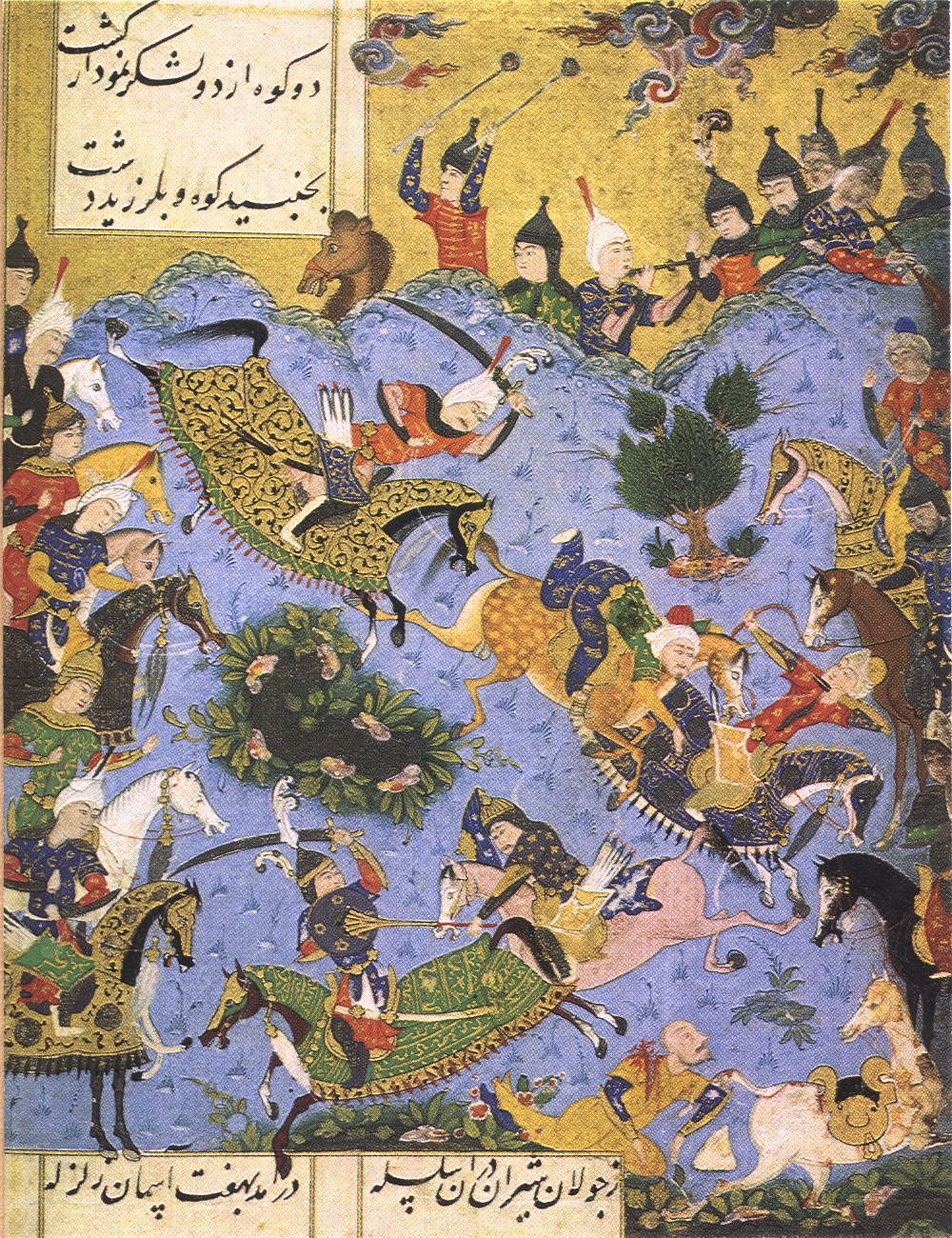
La bataille entre le jeune Ismāʿīl et le shah Farrukh Yassar de Chirvan

Ismail Ier est né de Martha et Shaykh Haydar le 17 juillet 1487, à Ardabil. Son père, Haydar, était le cheikh de l'ordre Safavid tariqa (ordre soufi) et un descendant direct de son fondateur kurde,, Safi-ad-din Ardabili (1252–1334). Ismail était le dernier de cette lignée de grands maîtres héréditaires de l'ordre, avant son ascension à une dynastie régnante.
Sa mère Martha, mieux connue sous le nom de Halima Begum, était la fille d'Ouzoun Hassan, le souverain de la dynastie turcomane Aq Qoyunlu, par sa femme grecque pontique Theodora Megale Komnene, mieux connue sous le nom de Despina Khatun, la fille de l'empereur Jean IV de Trébizonde. Elle s'était mariée à Ouzoun Hassan dans le cadre d'un accord pour protéger l'empire de Trébizonde des Turcs ottomans. Ismail était un arrière-arrière-petit-fils de l'empereur Alexis IV de Trébizonde et du roi Alexandre Ier de Géorgie. Issu d'une famille d'origine kurde, sa montée au pouvoir symbolise également la diversité ethnique au sein de la formation de l'État safavide. 
Roger Savory suggère que la famille d'Ismail était d'origine iranienne, probablement du Kurdistan iranien, et plus tard déménagée en Azerbaïdjan où ils se sont assimilés à la population azerbaïdjanaise turcique. Ismail était bilingue en persan et dans un dialecte turcique du Sud, précurseur (c'est-à-dire version « proto ») du turc azerbaïdjanais moderne,. Son ascendance était mélangée, issue de divers groupes ethniques tels que les Géorgiens, Grecs, Kurdes et Turkomans,,,,; la majorité des chercheurs conviennent que son empire était un empire iranien,,,,.
En 700/1301, Safi al-Din a assumé la direction de la Zahediyeh, un ordre soufi significatif de Gilan, de son maître spirituel et beau-père Zahed Gilani. L'ordre fut plus tard connu sous le nom de Safavide. Une généalogie affirmait que Cheikh Safi (le fondateur de l'ordre et l'ancêtre d'Ismail) était un descendant direct d'Ali. Ismail s'est également proclamé le Mahdi et une réincarnation d'Ali.
Son père, considéré comme le fondateur de l'alévisme anatolien (encore existant aujourd'hui), a organisé les futur alevi qui l'ont reconnu comme leur chef. Une de ses pratiques, qui a survécu jusqu'à nos jours, consistait à faire porter à ses sujets des bonnets rouges afin de les reconnaître facilement. Ainsi, les Turcs qui portaient un bonnet rouge indiquaient qu'ils étaient des Qizilbash, au service du cheikh Heidar, puis de chah Ismail,,.

### Chah
Inquiet de la puissance et de la popularité montante de Djunayd, le petit-fils de Khodja Ali, les souverains Akkoyunlu les chassent d'Ardabil. En 1500, un Qurultay (réunion des armées) est organisé à Erzincan. Là se réunissent les tribus turques d'Anatolie et d'Azerbaïdjan : Shamlu, Ustadjlu, Tekelü, Dzulqadir, Jepni, Rumlu, Varsak, Bayat, Qadjar, Karamanlu, Afchars, Karadaĝlu, etc.
Au printemps 1501, Ismaïl revient en force à la tête de son armée, défait les armées du dernier souverain Akkoyunlu, et se fait couronner chah à Tabriz.
Après la bataille, les Qizilbashs sont rejoints par les Akkoyunlu et Karakoyunlu.
Lorsqu'Ismaïl s'empare de Tabriz, puis se fait couronner Shah, il déclare le chiisme religion d'État et la langue turkmène la langue de toute l'administration, ce qui eut des conséquences majeures pour l'histoire subséquente de l'Iran.
Son règne est souvent considéré comme le début de l'histoire moderne de l'Iran, ainsi que l'un des empires de poudre à canon. Avant son accession, l'Iran, depuis sa conquête par les Arabes huit siècles et demi plus tôt, n'avait pas existé en tant que pays unifié sous la règle autochtone iranienne. Bien que de nombreuses dynasties iraniennes aient pris le pouvoir pendant toute cette période, ce n'est que sous les Buyides qu'une grande partie de l'Iran est véritablement revenue sous la règle iranienne (945–1055).
Il a provoqué des tensions sectaires au Moyen-Orient lorsqu'il a détruit les tombeaux des califes abbassides, l'imam sunnite Abu Hanifa an-Nu'man, et l'ascète musulman soufi Abdul Qadir Gilani en 1508. De plus, cet acte radical lui a également procuré un avantage politique en séparant le croissant Empire safavide de ses voisins sunnites — l'Empire ottoman à l'ouest et la Confédération des Ouzbeks à l'est. Cependant, cela a introduit dans la politique iranienne l'inévitabilité implicite d'un conflit important entre le Shah, la conception d'un État « laïc », et les dirigeants religieux, qui voyaient tous les États laïcs comme illégaux et dont l'ambition absolue était un État théocratique.
La dynastie fondée par Ismail Ier régnerait pendant plus de deux siècles, constituant l'un des plus grands empires iraniens et, à son apogée, l'un des empires les plus puissants de son temps, régnant sur l'ensemble de l'Iran actuel, la république d'Azerbaïdjan, Arménie, la majorité de la Géorgie, le Caucase du Nord, Irak, Koweït et Afghanistan, ainsi que des parties des territoires modernes de Syrie, Turquie, Pakistan, Ouzbékistan et Turkménistan,,,. Il a également réaffirmé l'identité iranienne dans de grandes parties du Grand Iran,. L'héritage de l'Empire safavide fut également la renaissance de l'Iran en tant que bastion économique entre l'Est et l'Occident, l'établissement d'un État et d'une bureaucratie efficaces basés sur des « contrôles et équilibres », ses innovations architecturales, et le patronage des beaux-arts.

### Conquêtes
De 1503 à 1508, Ismaïl Ier fait la conquête de l'Iran central (1503), des provinces du sud de la mer Caspienne (1504) et de l'Irak actuel (1505-1508).
En 1506, les Ouzbeks anéantissent les derniers Timourides et menacent les Séfévides qui décident de marcher contre eux. La rencontre a lieu à Merv en 1510 et c'est une victoire totale, le Khorassan revient aux Séfévides.
Inquiet des victoires d'Ismaïl, Sélim Ier, le nouveau sultan ottoman, prend des mesures drastiques notamment en massacrant 40 000 Qizilbashs dans l'Empire ottoman. La rencontre a lieu le 23 août 1514 à Tchaldiran : les Ottomans écrasent — grâce à leur artillerie lourde — l'armée séfévide.
Après cette bataille, Ismaïl se décide à renforcer son empire qui s’étendait de l'Euphrate à l'Amou-Daria. Il meurt le 23 mai 1524.

## Poète

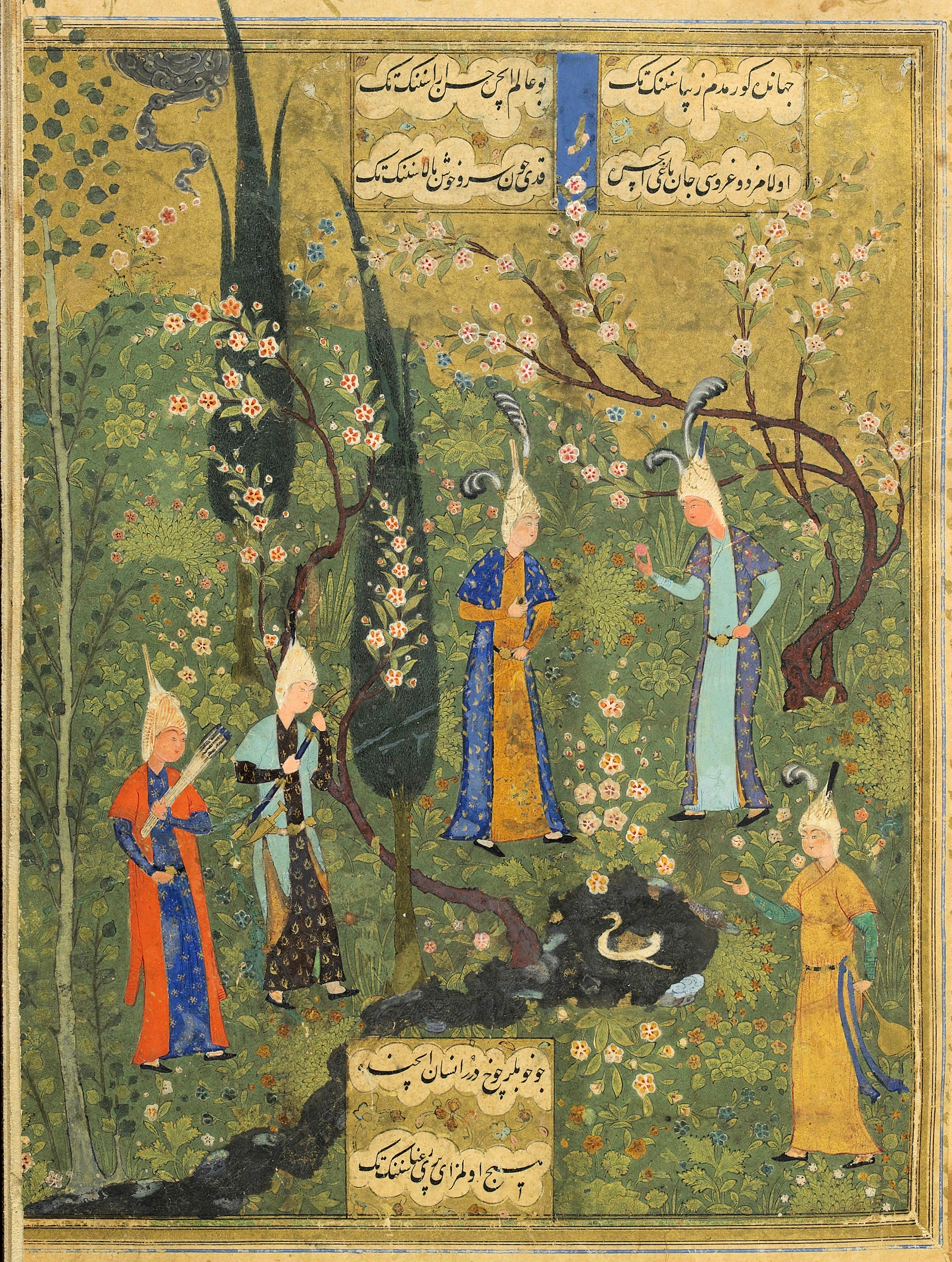
Divan de Khatai

Ismaïl a également pratiqué l'art de la poésie tout au long de sa vie. Il signait ses poèmes sous le nom de Khatai, et les écrivait  dans l'ancienne langue Turque azérie,,.
Khatai a renouvelé les thèmes traditionnels du lyrisme turc. Les accents très personnels sur la bravoure, sur les martyrs et les combattants de la foi lui ont valu un grand renom.
En plus de son Divan, on lui doit un long poème épique, Dehname, et un mesnevi philosophique, Nasihatname.
Ismaïl aime à s'entourer des gens de poésie notamment Süruri, Şahi, Matami, Tüfeyli, Qasımi et Habibi.
Il a également contribué à la littérature persane, bien que peu de ses écrits persans survivent.

## Mécène
Ismaïl est aussi un grand mécène. À sa cour sont réunis les plus grands miniaturistes du monde islamique notamment Kemaleddin Behzad, Sultan Mehemmed Tabrizi, Shah Mahmud Nishaburi, etc. Ces maîtres donnent naissance à l'école de Tabriz qui forme des miniaturistes talentueux notamment Mir Ali Khattat, Mir Seyyid Ali Müsavvir, Sadiq bey Afshar (aussi grand écrivain) et Agha Mirak Khan (aussi grand architecte).

## Culture populaire
- La campagne perse de l'extension The Royals Mountains d'Age of Empires II: Definitive Edition lui est consacrée.